# Caleruela (kommunhuvudort)
Caleruela är en kommunhuvudort i Spanien.   Den ligger i provinsen Toledo och regionen Kastilien-La Mancha, i den centrala delen av landet, 150 km väster om huvudstaden Madrid. Caleruela ligger 373 meter över havet och antalet invånare är 296.
Terrängen runt Caleruela är platt. Runt Caleruela är det ganska glesbefolkat, med 25 invånare per kvadratkilometer. Närmaste större samhälle är Lagartera, 5,8 km nordost om Caleruela. Trakten runt Caleruela består till största delen av jordbruksmark.